# Rannikkojääkärit

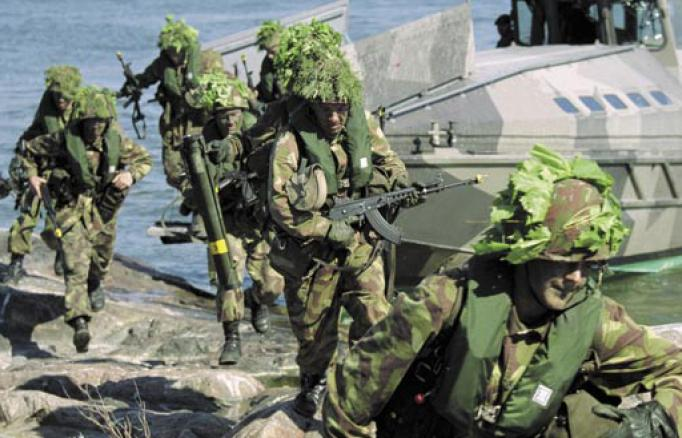
Landung von Küstenjägern

Die Rannikkojääkärit (finnisch etwa: Küstenjäger) sind eine Spezialeinheit der finnischen Marine. Sie untersteht der schwedischsprachigen Uusimaa Brigade und wurde 1960 aufgestellt. Die Rannikkojääkärit tragen dunkelgrüne Barette. Wie in anderen Verbänden dieser Art werden auch die Rannikkojääkärit bei der Ausbildung physisch besonders gefordert. Dem Grundlehrgang wie in jeder finnischen Einheit folgt eine achtwöchige Selektionszeit. Abschließend werden die Soldaten je nach ihrer Spezialisierung zwischen 180 und 347 Tagen ausgebildet. Ausbildungssprache ist, anders als in anderen Truppenteilen, Schwedisch, Kommandosprache ist jedoch Finnisch. Auf Schwedisch heißt die Einheit Vasa kustjägarbataljon.

## Geschichte
Die Einheit wurde im Jahr 1960 aufgestellt. In ihrer heutigen Form existiert die Einheit jedoch erst seit 1979. Damals wurde die Einheit als Schule für die Küstenwache in Upinniemi gegründet und galt bereits damals als Spezialeinheit. 1990 wurde die Einheit mitsamt der Ausbildung nach Dragsvik verlegt. Am 7. September 2019 feierte die Einheit ihr 40-jähriges Jubiläum. An den Feierlichkeiten nahmen 635 von 1.041 in dieser Zeit ausgebildeten Küstenjägern teil.